# Trentino Volley
O Trentino Volley, também conhecido como Itas Trentino por questões de patrocínio, é um time italiano de voleibol masculino da cidade de Trento, da província de Trento, da região do Trentino-Alto Ádige. Atualmente o clube disputa a SuperLega, a primeira divisão do campeonato italiano.

## Histórico
O Trentino Volley é uma das principais equipes do voleiboli italiano e do mundo. O clube foi criado em 23 de maio de 2000, e comprou os direitos de competir a Série A1 do extinto Porto Ravenna Volley, que renunciou ao registro devido a problemas financeiros, enquanto que os da Série A2 foram vendidos ao Pallavolo Piacenza.
Após a compra dos direitos, a escolha dos patrocinadores recaiu sobre a Itas Assicurazioni e a Diatec, empresa de papel do empresário Diego Mosna, que se tornou presidente do clube. A primeira partida do clube na Série A1 foi disputada em Parma em 15 de outubro de 2000 contra o Pallavolo Parma, onde a equipe de Trento se viu superada pela equipe local por 3 sets a 0. A primeira partida em casa do Trentino foi disputada em 22 de outubro de 2000, contra o Pallavolo Padova, e o time da casa venceu com o resultado de 3 sets a 2.
No verão de 2007, o Trentino Volley fez compras substanciais, como parte de uma estratégia que se concentraria em um time jovem com jogadores talentosos, como o sérvio Nikola Grbić, os búlgaros Vladimir Nikolov e Matey Kaziyski e o italiano Emanuele Birarelli. O Itas Trentino Diatec terminou a temporada regular seguinte com o primeiro lugar e chegou as finais. Em 7 de maio de 2008, o Trentino Volley derrotou o Piacenza por 3 sets a 0 fechando a série final com duas vitórias e conquistou seu primeiro título nacional, obtendo o acesso à Liga dos Campeões de 2008–09.
A equipe ficou invicto nas fases de grupos, com um primeiro lugar no Grupo E. Em 5 de abril de 2009, em Praga, Trento derrotou o greco Iraklis Thessaloniki por 3 sets a 1 na final, conquistando seu primeiro título continental.

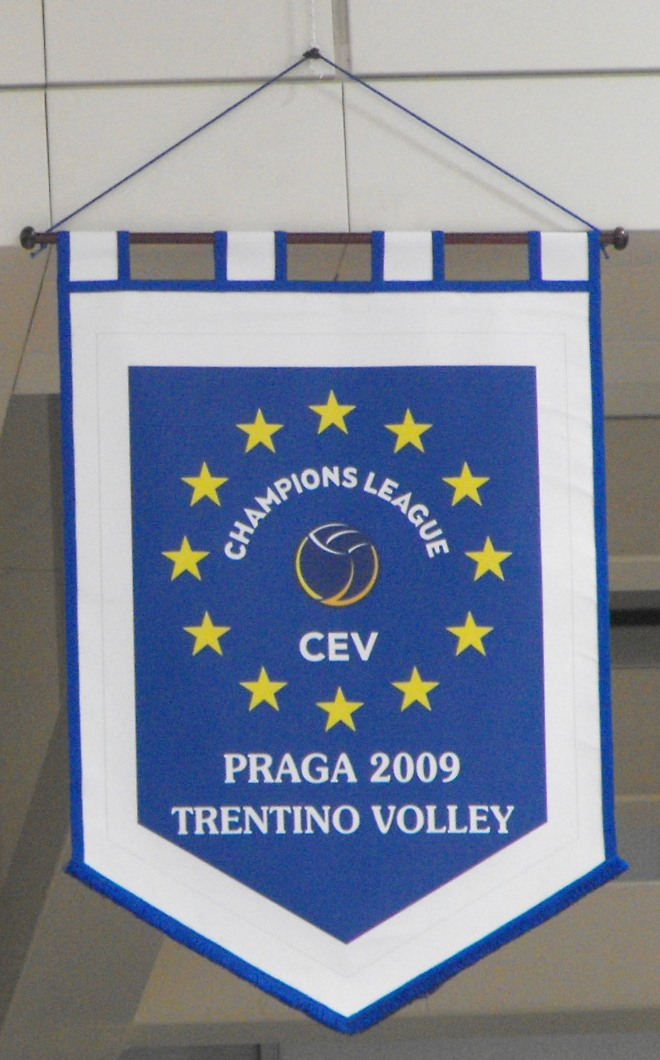
Banner da Liga dos Campeões de 2018–19.

Em 2009, a equipe voou para o Catar, para disputar o Campeonato Mundial de Clubes. No domingo, 8 de novembro, o Trentino venceu a final, com um placar de 3 sets a 0 contra os poloneses do Skra Bełchatów, e tornou-se campeão mundial pela primeira vez em sua história. No ano seguinte ganhou a Copa da Itália e, em seguida, defendeu com sucesso o título da Liga dos Campeões com uma vitória por 3 sets a 0 sobre o russo Dínamo de Moscou. Na edição de 2011 voltou a derrotar um clube russo para conquisar novamente o título europeu, deste vez sobre o Zeni Kazan, com um placar de 3 a 1. Na mesma temporada assegurou o título de campeão mundial ao vencer o Campeonato Mundial de Clubes de 2011 vencendo o polonês Jastrzębski Węgiel por 3 sets a 1.
Em 2019, um ano após conquistar seu quinto título mundial, expandiu a sua galeria de troféus ao conquistar o título da Copa CEV de 2018–19, a segunda maior competição de clubes da Europa, ao superar o turco Galatasaray nas duas partidas das finais, vencendo 6 dos 8 sets disputados.
Em 2022 o Trentino sofreu a sua primeira derrota em uma decisão de Campeonato Mundial ao ser superado de virada pelo compatriota Sir Safety Umbria Volley, em 3–1. Após fechar o primeiro set em 25 a 20, a equipe de Trento foi derrotada nos três sets seguintes e terminou a competição na segunda colocação, com apenas uma derrota em quatro partidas disputadas.

## Títulos

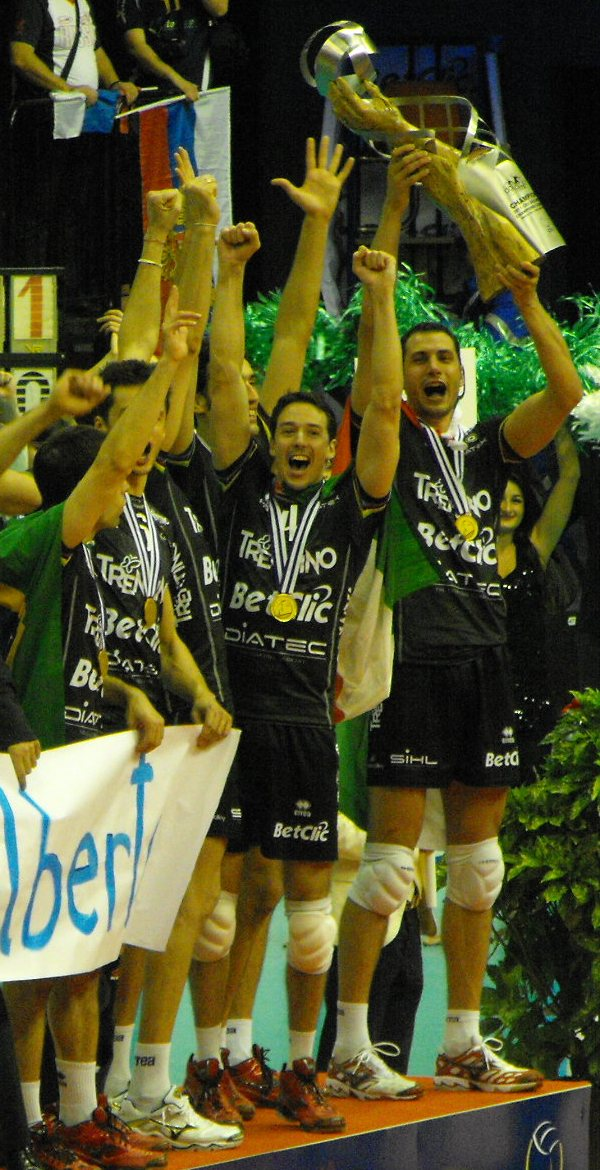
Equipe do Trentino no pódio da Liga dos Campeões de 2010–11.

### Internacionais
Mundial de Clubes
- Campeão: 2009, 2010, 2011, 2012, 2018
- Vice-campeão: 2022, 2024
- Terceiro lugar: 2013, 2016, 2021

 Liga dos Campeões
- Campeão: 2008–09, 2009–10, 2010–11, 2023–24
- Vice-campeão: 2015–16, 2020–21, 2021–22
- Terceiro lugar: 2011–12

 Copa CEV
- Campeão: 2018–19
- Vice-campeão: 2014–15, 2016–17

### Nacionais
Campeonato Italiano

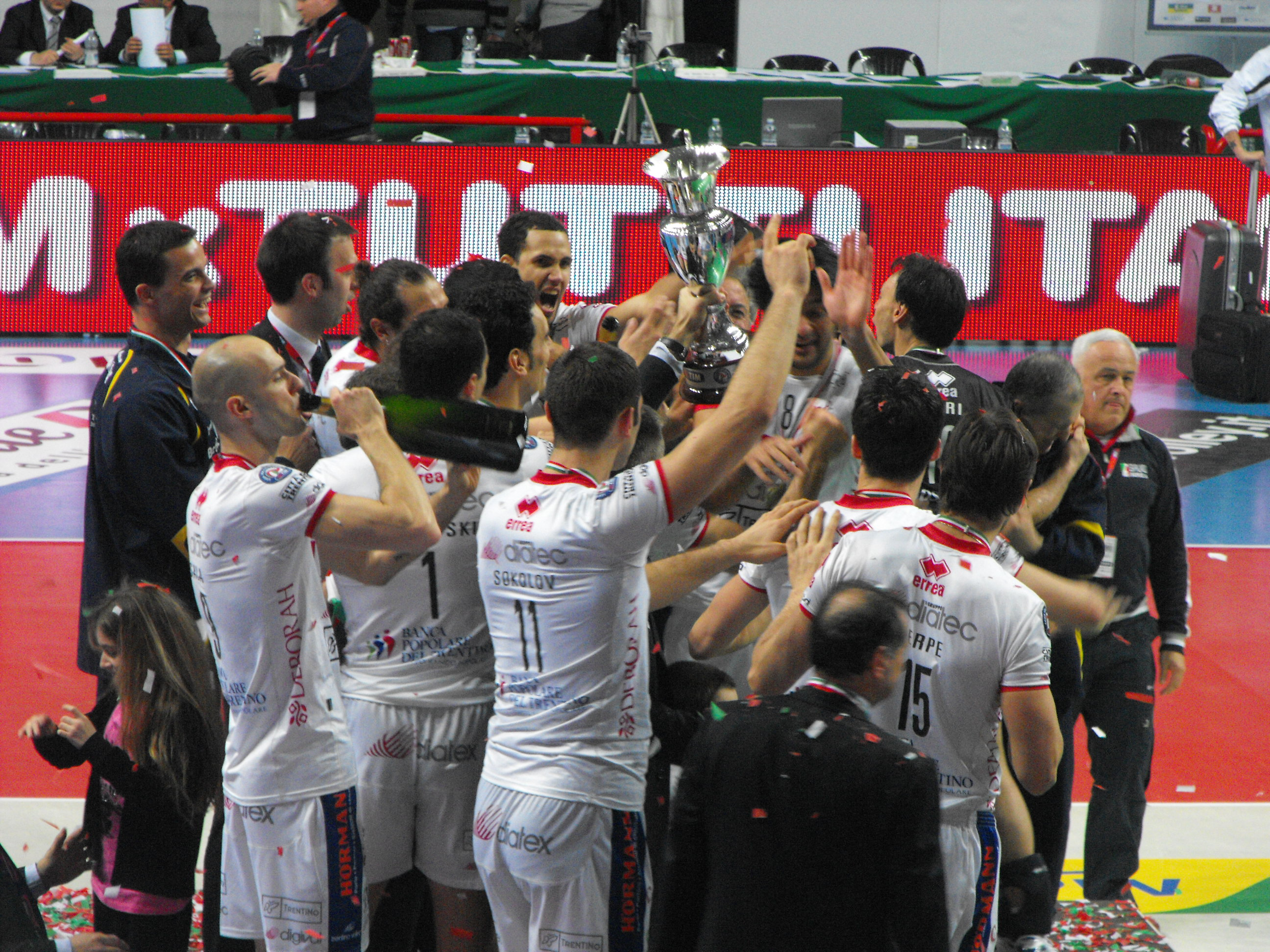
Jogadores comemorando o título da Copa Itália 2009–10 após vitória sobre o Piemonte Volley.

- Campeão: 2007–08, 2010–11, 2012–13, 2014–15, 2022–23
- Vice-campeão : 2008–09, 2009–10, 2011–12, 2016–17

 Copa Itália
- Campeão: 2009–10, 2011–12, 2012–13
- Vice-campeão: 2010–11, 2014–15, 2015–16, 2016–17, 2021–22, 2022–23

 Supercopa Italiana
- Campeão: 2011, 2013, 2021
- Vice-campeão: 2008, 2010, 2012, 2015, 2018, 2024
- Terceiro lugar: 2022

## Elenco atual
Elenco da temporada 2025–26.
| Camisa                  | Nome                     | Altura (m) | Posição    |
| ----------------------- | ------------------------ | ---------- | ---------- |
| 2                       | Alessandro Bristot       | 1,96       | Ponteiro   |
| 3                       | Nicola Pesaresi          | 1,90       | Líbero     |
| 5                       | Alessandro Michieletto   | 2,11       | Ponteiro   |
| 6                       | Riccardo Sbertoli        | 1,88       | Levantador |
| –                       | Jordi Ramon              | 1,94       | Ponteiro   |
| 10                      | Gabriel García Fernández | 2,00       | Oposto     |
| –                       | Théo Faure               | 2,02       | Oposto     |
| 13                      | Gabriele Laurenzano      | 1,76       | Líbero     |
| 15                      | Daniele Lavia            | 2,00       | Ponteiro   |
| –                       | Leonardo Sandu           | 2,00       | Central    |
| 22                      | Bela Bartha              | 2,06       | Central    |
| 23                      | Flávio Gualberto         | 2,00       | Central    |
| 11                      | Simon Torwie             | 2,08       | Central    |
| 25                      | Alessandro Acquarone     | 1,84       | Levantador |
| Técnico: Marcelo Méndez |                          |            |            |